# تلستو (قمر)
تلستو (به یونانی: Τελεστώ)، یکی از ۶۲ قمر شناخته شدۀ سیاره زحل است که در ۸ آوریل ۱۹۸۰ کشف شد. این قمر دارای سطحی با خاصیت بازتاب نور بسیار زیاد می‌باشد.